# Liste italienischer Künstlerinnen
Diese Liste italienischer Künstlerinnen enthält eine Auswahl bekannter Künstlerinnen, die in Italien geboren wurden oder deren Kunstwerke eng mit diesem Land verbunden sind.

## A
- Carla Accardi (1924–2014), Malerin[1][2]
- Eleonora Aguiari (* 1973), Installationskünstlerin[3]

- Angelica Veronica Airola (um 1590–1670), Malerin[4]

- Quirina Alippi-Fabretti (1849–1919), Malerin[5]

- Topazia Alliata (1913–2015), Malerin, Schriftstellerin[6][7]

- Edina Altara (1898–1983), Illustratorin, Modedesignerin[8]

- Giulia Andreani (* 1985), Malerin[9]
- Amalia de Angelis (1851–1871), Malerin[10]
- Elena Anguissola (um 1532–um 1584), Malerin[11]
- Lucia Anguissola (um 1536–um 1565), Malerin[12]
- Sofonisba Anguissola (um 1532–1625), Malerin[13]
- Marina Apollonio (* 1940), Installationskünstlerin[14][15]
- Anna Maria Arduino (1633–1700), Malerin, Schriftstellerin[16]

Galerie von italienischen Künstlerinnen – A
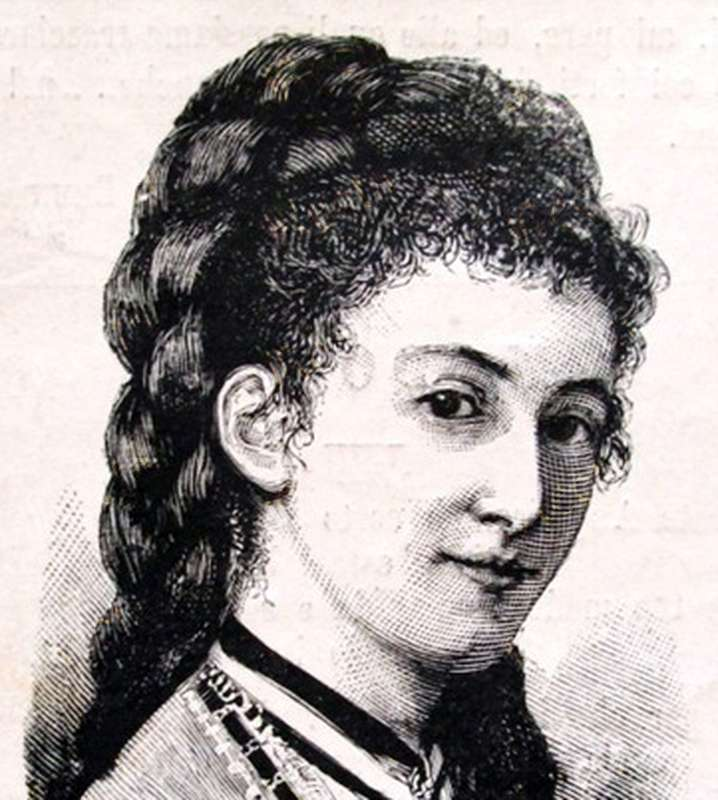
Quirina Alippi-Fabretti
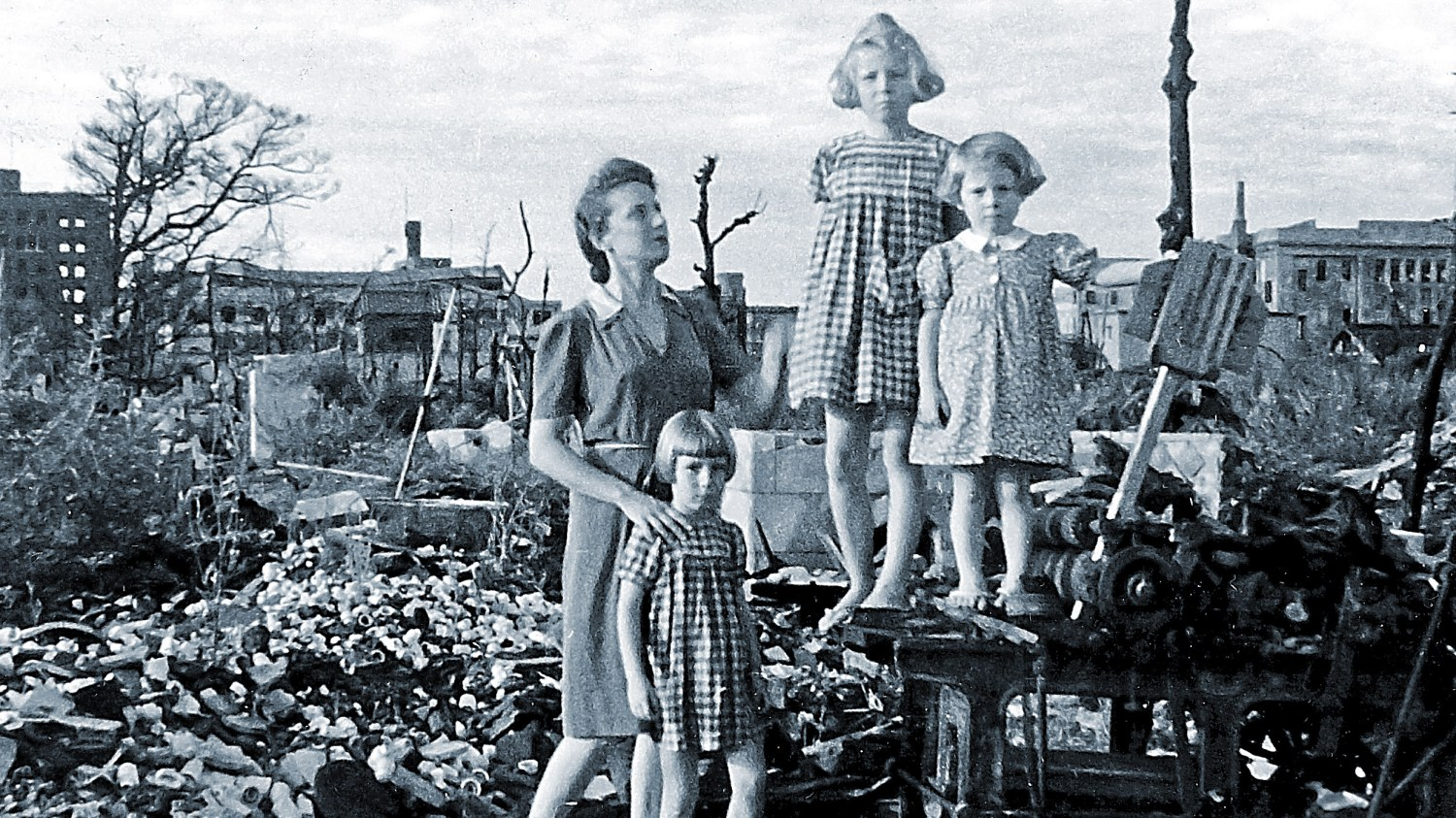
Topazia Alliata
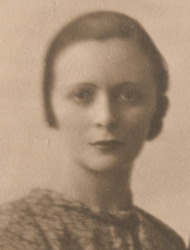
Edina Altara
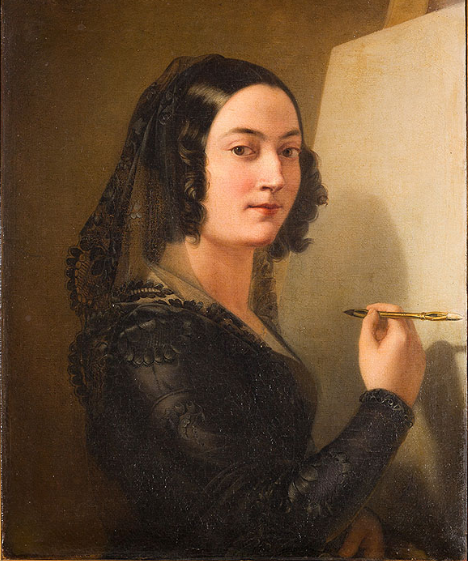
Amalia De Angelis

## B
- Maria Maddalena Baldacci (1718–1782), Malerin[17]
- Rosa Barba (* 1972), Bildhauerin, Filmemacherin, Installationskünstlerin[18][19]
- Letizia Battaglia (1935–2022), Fotografin[20]
- Mirella Bentivoglio (1922–2017), Bildhauerin, Dichterin und Performancekünstlerin[21]
- Laura Bernasconi (nachgewiesen aktiv von 1622 bis 1675), Blumenmalerin[22]
- Antonia Bertucci-Pinelli († um 1640), Malerin[23]
- Rossella Biscotti (* 1978), Installationskünstlerin[24]
- Ernesta Legnani Bisi (1788 – 1859), Malerin, Radiererin[25]
- Erma Bossi (1875–1952), Malerin[26]
- Monica Bonvicini (* 1965), Bildende Künstlerin[27][28]
- Antonietta Brandeis (1848–1926), Malerin[29]

Galerie von italienischen Künstlerinnen – B
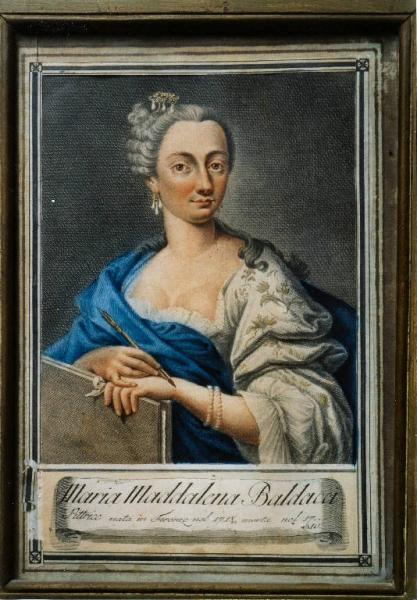
Maria Maddalena Baldacci
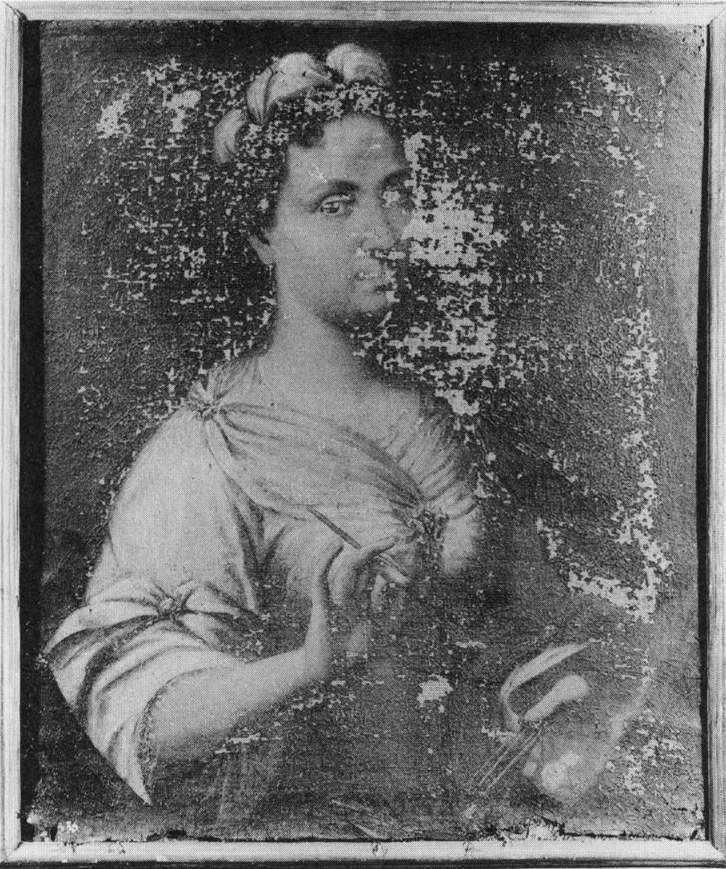
Antonia Bertucci-Pinelli
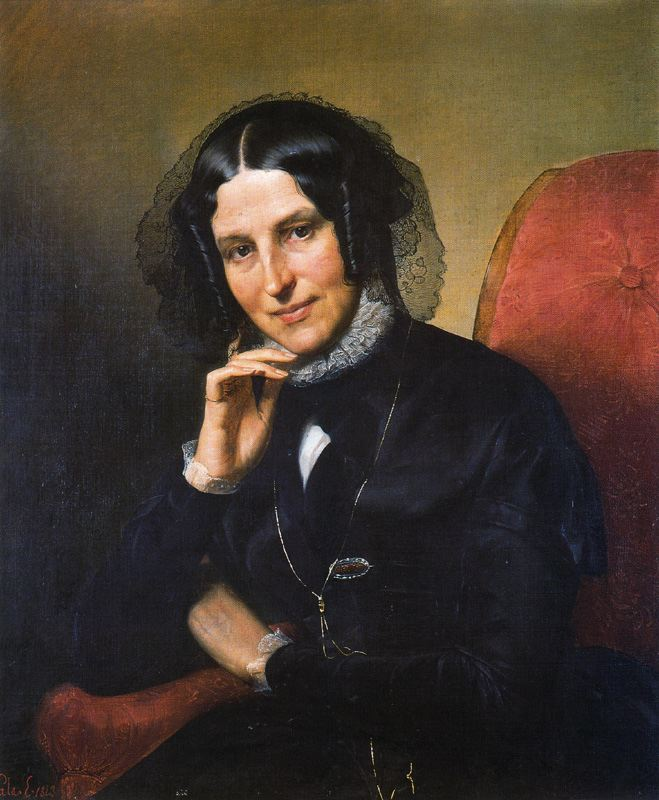
Ernesta Legnani Bisi
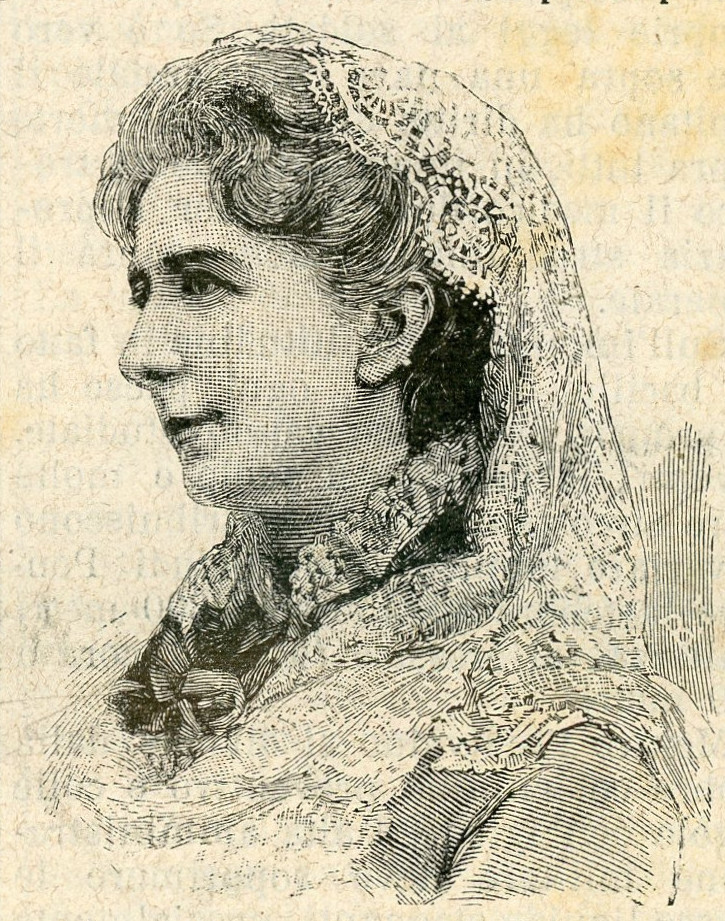
Antonietta Brandeis

## C
- Orsola Maddalena Caccia (1596–1676), Malerin[30]
- Margherita Caffi (1650–1710), Malerin[31]
- Ginevra Cantofoli (1618–1672), Malerin[32]
- Benedetta Cappa (1897–1977), Malerin[33]
- Ghitta Carell (1899–1972), Fotografin[34]
- Rosalba Carriera (1675–1757), Malerin[35]
- Giulia Centurelli (1832–1872), Malerin[36]
- Violante Beatrice Siries Cerroti (1709–1783), Malerin[37]
- Daniela Comani (* 1965), Installationskünstlerin[38]
- Maddalena Corvina (1607–1664), Malerin, Radiererin[39]
- Maria Cosway (1760–1838), Malerin, Radiererin[40]

Galerie von italienischen Künstlerinnen – C
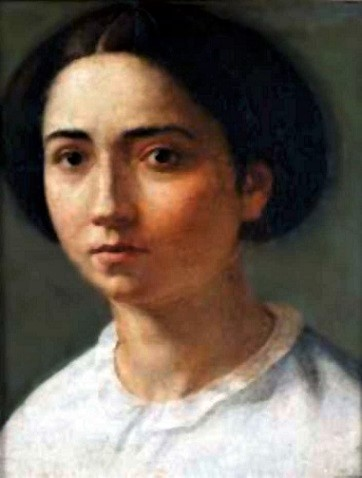
Giulia Centurelli
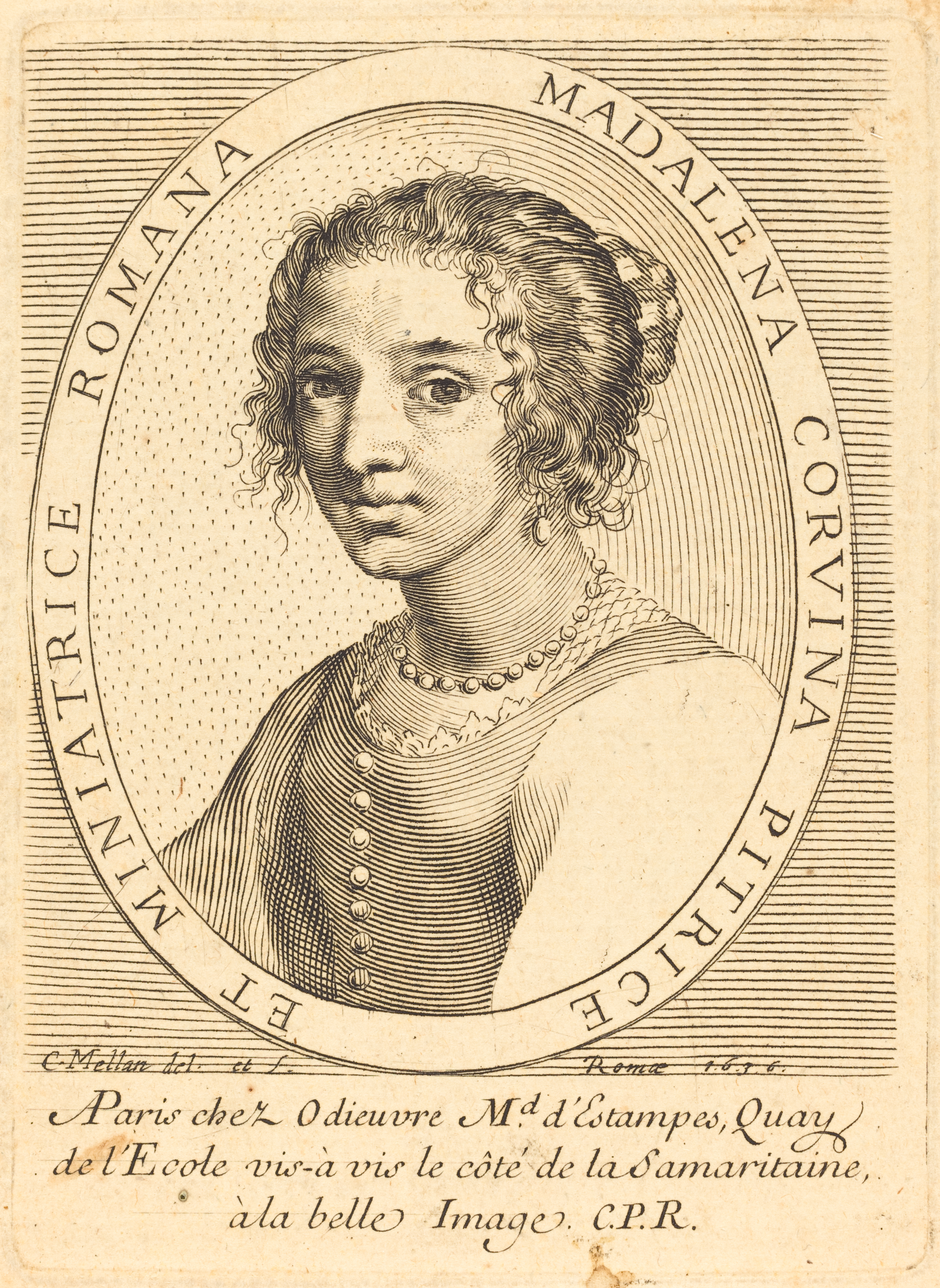
Maddalena Corvina
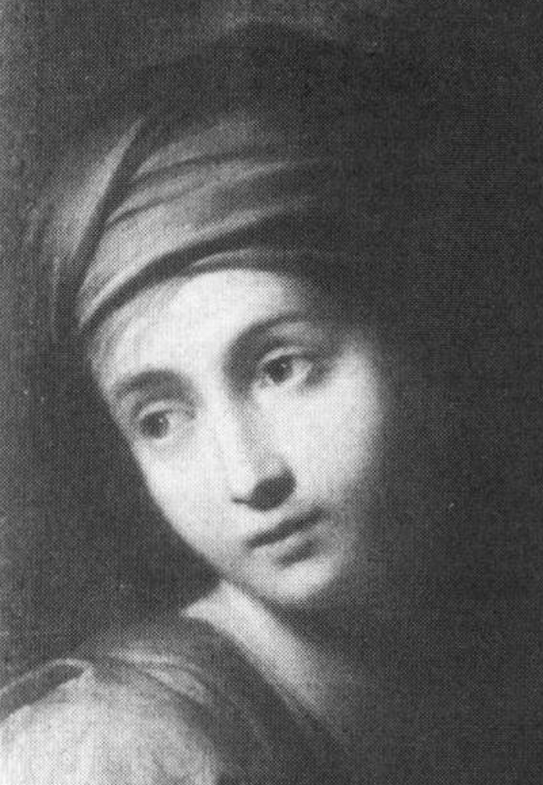
Ginevra Cantofoli

## D
- Dadamaino (1930–2004), Malerin[41]
- Isabella Maria dal Pozzo (1666–1700), Malerin[42]
- Lotus de Païni (1862–1953), Malerin[43]
- Properzia de’ Rossi (1490–1530), Bildhauerin[44]
- Marianna Candidi Dionigi (1756–1826), Malerin[45]
- Anna Vittoria Dolara (1754–1827), Miniaturmalerin[46]
- Agnese Dolci (1635 – 1686), Malerin[47]
- Irene Duclos (1754–1795), Malerin[48]
- Amalia Dupré (1842–1928), Bildhauerin

Galerie von italienischen Künstlerinnen – D
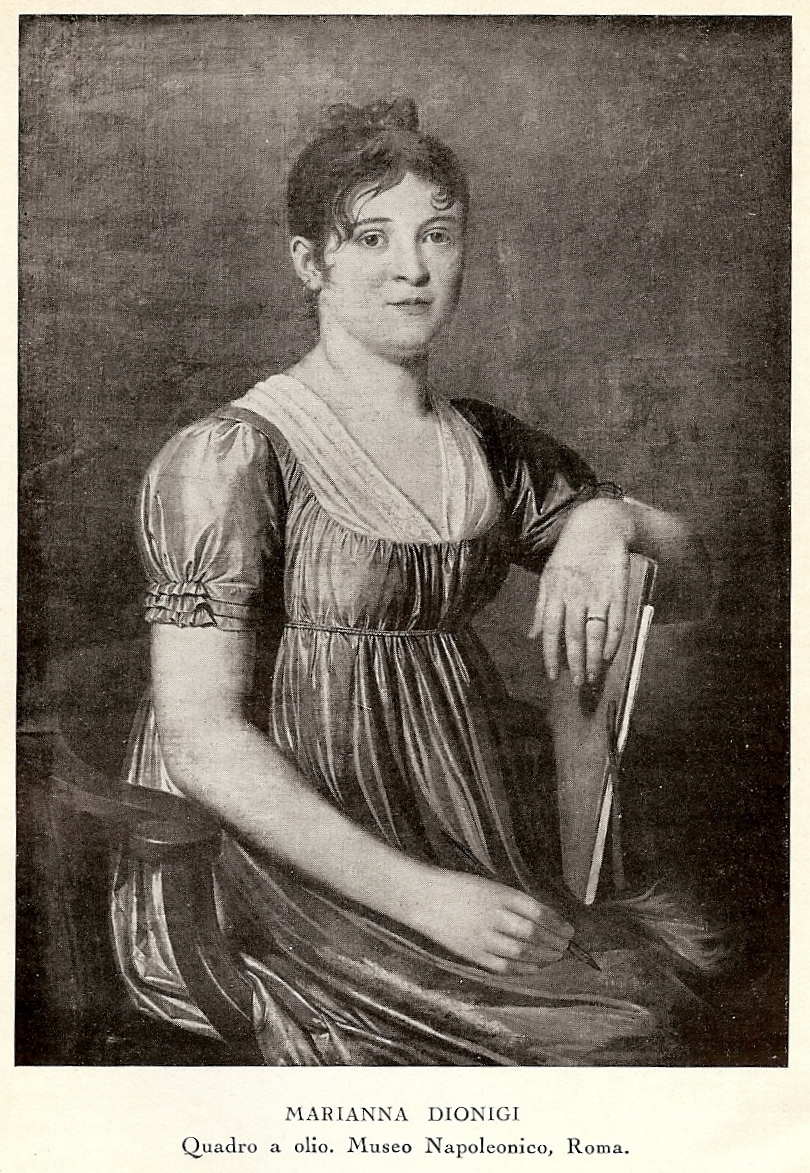
Marianna Candidi Dionigi
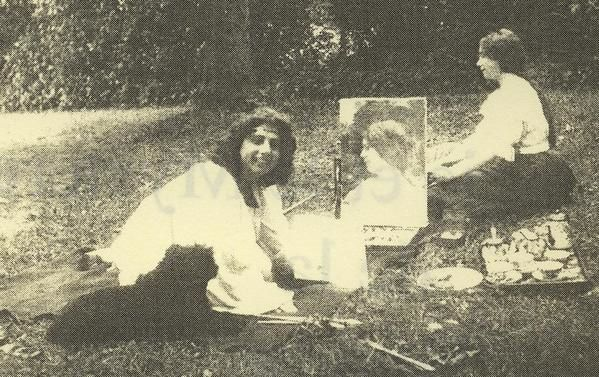
Lotus de Païni
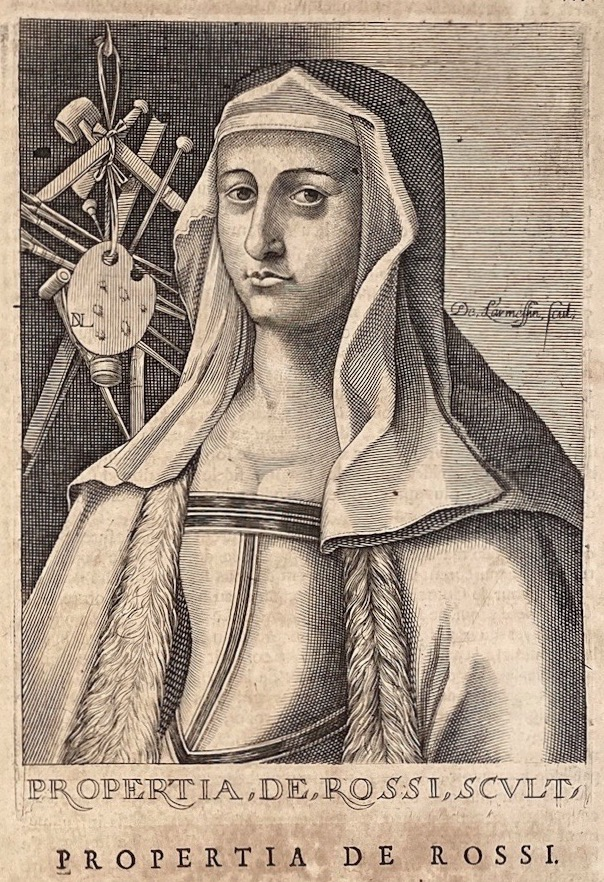
Properzia de’ Rossi

## F
- Adriana Bisi Fabbri (1881–1918), Malerin, Illustratorin und Karikaturistin[49][50]

- Orsola Faccioli (1823–1906), Malerin[51]

- Lucrina Fetti (um 1590–1651), Malerin[52]

- Violante Ferroni (1720–um 1780), Malerin[53]
- Lavinia Fontana (1552–1614), Malerin[54]

## G
- Fede Galizia (um 1578–um 1630), Malerin[55]
- Giovanna Garzoni (1600–1670), Malerin[56]
- Artemisia Gentileschi (1593–um 1652), Malerin[57]

## L
- Barbara Longhi (1552–1638), Malerin

## M
- Francesca Mele (* 1964), Malerin[58]
- Marisa Merz (1926–2019), Bildhauerin
- Carmengloria Morales (* 1942), Malerin[59]
- Teresa Muratori (1661–1708), Malerin und Musikerin

## P
- Laura Piranesi (um 1755–um 1785), Radiererin

## R
- Maria Luigia Raggi (1742–1813), Malerin[60]
- Carol Rama (1918–2015), Malerin[61]
- Emma Gaggiotti Richards (1825–1912), Malerin
- Marietta Robusti (um 1554–1590), Malerin

## S
- Elisabetta Sirani (1638–1665), Malerin und Kupferstecherin
- Irene di Spilimbergo (1540–1559), Malerin[62][63]
- Anna Stanchi (nachgewiesen aktiv von 1643 bis 1647), Blumenmalerin[64]

## T
- Tatiana Trouvé (* 1968), Bildhauerin, Installationskünstlerin[65][66]

## V
- Violanta Vanni (1732–1776), Kupferstecherin[67]
- Grazia Varisco (* 1937), Op-Art Künstlerin[68]

- Teresa Berenice Vitelli (um 1706–1729), Malerin[69]

## Z
- Maria Zacchè (* 1933), Zeichnerin

- Gentile Zanardi (17. Jh.), Malerin

- Silvia Ziche (* 1967), Comic-Zeichnerin[70]

- Laura Zuccheri (* 1971), Künstlerin[71]